# Kalven (Backaryds socken, Blekinge)
Kalven är en sjö i Ronneby kommun i Blekinge och ingår i Vierydsåns huvudavrinningsområde. Sjön är 2,7 meter djup, har en yta på 0,333 kvadratkilometer och är belägen 126,1 meter över havet. Sjön avvattnas av vattendraget Vierydsån.

## Delavrinningsområde
Kalven ingår i det delavrinningsområde (625551-145610) som SMHI kallar för Utloppet av Kalven. Medelhöjden är 129 meter över havet och ytan är 1,68 kvadratkilometer. Det finns ett avrinningsområde uppströms, och räknas det in blir den ackumulerade arean 9,48 kvadratkilometer. Avrinningsområdets utflöde Vierydsån mynnar i havet. Avrinningsområdet består mestadels av skog (73 procent). Avrinningsområdet har 0,32 kvadratkilometer vattenytor vilket ger det en sjöprocent på 19,1 procent.